# ازرا پاوند
عزرا وستون لومیس پاوند (به انگلیسی: Ezra Weston Loomis Pound) (زاده ۳۰ اکتبر ۱۸۸۵ – درگذشته ۱ نوامبر ۱۹۷۲)، شاعر آمریکایی ایرلندی‌تبار و از خاندانی اشرافی و اصیلِ ایرلندی در قرن بیستم میلادی بود. او در انگلستان از پیشگامان نهضت تصویرگرایی شد و نخستین گلچین شعر پیروان این جنبش را با عنوان تصویرگرایان منتشر کرد. او با همکاری ویندها لویس مجلهٔ بلاست را منتشر کرد که ناشر افکار ورتیست‌ها بود. وی مخبر خارجی مجله شعر هم بود و در همین سال‌ها سردبیری مجلهٔ لیتل ریویو را هم بر عهده داشت. او متأثر از شعر یونان باستان، اشعار شرقی، ترانه‌های سده‌های میانه و شیوه پرداخت نمادگرایانه بوده‌است.
[نام عزرا یکی از پیامبران کتاب مقدس یهودی است که در ضبط‌های فارسی و عربی قدیمی در ایران با حرف عین نوشته شده است. از ترجمه‌های مهمی که در دهۀ پنجاه و شصت در ایران از آثار عزرا پاوند می‌بینیم. هفت شعر از عزرا پاوند به ترجمه احمد کریمی است که در این شماره از مجله نیز نام شاعر به صورت عزرا ضبط شده است. تداول نوشتن نام این شاعر با الف مربوط به سال‌های اخیر و به‌دست مترجمان ناآگاه از سابقۀ این نام در سنت ایرانی و فارسی است]
```
به دلیل عقاید سیاسی جنجالی، آثار او همچنان مانند زمان حیات وی، بحث‌برانگیز تلقی می‌شود.
```

وی اهل آیداهو بود و در ایتالیا درگذشت.

## فعالیت سیاسی
در دهه سی و چهل میلادی، او نظریه‌های فاشیستی بنیتو موسولینی را پذیرفت و حمایت خود را از آدولف هیتلر بیان داشت. طی جنگ جهانی دوم، دولت ایتالیا به وی پول پرداخت تا برنامه‌هایی رادیویی در انتقاد از ایالات متحده آمریکا، فرانکلین د. روزولت و یهودیان بسازد. در نتیجه، پس از اتمام جنگ، به دست آمریکایی‌ها دستگیر شد و ماه‌ها در زندان ماند. او مدت سه هفته نیز در یک سلول کوچک نگهداری شد و همین باعث شد تا از نظر روانی آسیب ببیند. به همین دلیل نمی‌توانست در دادگاه حاضر شود به مدت دوازده سال در یک بیمارستان روانی واقع در واشینگتن محبوس شد.
سرانجام با تلاش‌های نویسندگان دیگر، او از بیمارستان روانی آزاد شد، به ایتالیا بازگشت و تا پایان عمر در این کشور زندگی کرد.

## آثار
- شخصیت‌ها (۱۹۰۹، شعر)
- شادمانی‌ها (شادی‌ها) (۱۹۰۹، شعر)
- روح رومانس (۱۹۱۰، مقاله)
- لوسترا (۱۹۱۶، شعر)
- Hugh Selwyn Mauberley هیو سلوین موبرلی (۱۹۲۰)
- چگونه باید خواند (۱۹۳۳، مقاله)
- الفبای اقتصاد (۱۹۳۳، مقاله)
- الفبای خواندن (۱۹۳۵، مقاله)
- نو گرداندن (۱۹۳۵، مقاله)
- فرهنگ (۱۹۳۸، مقاله)
- آواز
- راهنمای فرهنگ
- ذات خویش
- ترانه‌ها (سرودها)
- نور خاموش
- تصویرگران
- ضربات متقابل
- انگیزش‌ها
- گفتارهای ادبی

## ترجمه آثار به فارسی
- جاده‌های این سرزمین خالی‌اند- گزیده شعرهای عزرا پاوند- ترجمه: مرتضی پاشاپور - انتشارات افراز
- پاوند/جویس؛ برگزیده ای از نامه‌های عزرا پاوند به جیمز جویس به همراه مقالاتی دربارهٔ جویس- گزینش و ترجمه: مرتضی پاشاپور- نشر حکمت کلمه